# Le Voyage d'Iska
Pour plus de détails, voir Fiche technique et Distribution.
Le Voyage d'Iska (titre original hongrois : Iszka utazása) est un film dramatique d'aventure hongrois réalisé par Csaba Bollók, sorti en 2007 et qui marque les débuts au cinéma de Mária Varga.
Le film est choisi pour représenter la Hongrie aux Oscars du cinéma 2008 dans la catégorie meilleur film en langue étrangère mais n'a pas été repris dans la sélection finale.

## Distribution
- Mária Varga : Iszka
- Rózsika Varga : Rózsika
- Marian Rusache : Marian
- Marius Bodochi : Iacob
- Zsolt Bogdán : Lacu
- Ágnes Csere : Hanna
- Ibolya Csonka :
- János Derzsi :
- Noémi Fodor : Sári
- Gergely Levente : Hairdresser
- Dan Tudor : Silvio